# Zarudka
Zarudka – część wsi Babsk położona w Polsce, w województwie lubelskim, w powiecie włodawskim, w gminie Urszulin.
W latach 1975–1998 Zarudka administracyjnie należała do województwa chełmskiego.